# Martin Ammermüller
Martin Georg Ammermüller (* 24. Februar 1943 in Berlin) ist ein deutscher Jurist und ehemaliger Ministerialbeamter. Von 1992 bis 1993 war er Präsident des Bundesversicherungsamts.

## Leben und Wirken
Ammermüller wuchs in Württemberg auf. Im Alter von 14 Jahren kam er 1957 nach Bad Godesberg, einen heutigen Stadtbezirk von Bonn, und legte 1962 am dortigen Heinrich-Hertz-Gymnasium sein Abitur ab. Nach dem Militärdienst studierte er Rechtswissenschaften an der Universität Tübingen und promovierte dort 1971 mit einer Arbeit über Verbände im Rechtsetzungsverfahren. Es folgte eine Referendarzeit in Tübingen, bevor Ammermüller 1972 in Bonn in das Bundesministerium für Arbeit und Sozialordnung eintrat. Dort war er unter anderem, zuletzt als Ministerialdirektor, mit der Einarbeitung der Reform des Rentenrechts sowie des Arbeitsförderungsrechts in das Sozialgesetzbuch befasst. Während und nach der Wiedervereinigung wirkte Ammermüller, zum Teil noch im DDR-Arbeitsministerium und 1990/91 als Leiter der Überleitungsanstalt Sozialversicherung, an der Überleitung des Rentenrechts und der Sozialversicherungsträger der DDR in das bundesdeutsche System mit. Schließlich amtierte er von 1992 bis 1993 als Präsident des Bundesversicherungsamts. 1997 schied er aus dem Arbeitsministerium aus. Anschließend war er bis 2003 Vorstandsmitglied der Deutschen Angestellten-Krankenkasse in Hamburg.
Von 2009 bis 2021 war Ammermüller Vorsitzender des Vereins für Heimatpflege und Heimatgeschichte Bad Godesberg e.V. Er lebt im Bad Godesberger Ortsteil Friesdorf.

## Schriften (Auswahl)
- Verbände im Rechtsetzungsverfahren: Kann den Verbänden, insbesondere den Beamtenkoalitionen nach § 94 BBG, ein Anspruch auf Beteiligung bei der Schaffung von Rechtsnormen gewährt werden? (=Schriften zum öffentlichen Recht, Band 172). Duncker & Humblot, Berlin 1971, ISBN 978-3-428-02554-1. (zugleich Dissertation Universität Tübingen, 1971)